# Aeródromo de La Morgal

i8
i11
i13
Der Aeródromo de La Morgal liegt im Gemeindegebiet von Llanera in der Region Asturien im Nordwesten von Spanien. 
Der Flugplatz war durch seine Größe für Sport- und kleinere Reiseflugzeuge ausgelegt. Seit dem Neubau der Kart-Sportanlage ist die Startbahn, die genau am Ende der Piste Startrichtung 28 liegt, nur noch eingeschränkt nutzbar. Der Flugplatz ist derzeit für die Sportfliegerei und die Ausbildung von Leicht- und Ultraleichtflugzeugen bestimmt.